# Gargenna coronata
Gargenna coronata is een hooiwagen uit de familie Podoctidae.